# Freie Liste Nidwalden
Die Freie Liste Nidwalden ist ein Wahlbündnis der Sozialdemokraten, Grünen und von Unabhängigen Wählern im Kanton Nidwalden, welches bei den Landratswahlen (kantonale Parlamentswahlen) vom 26. März 2006 in den Gemeinden Beckenried und Stansstad jeweils einen Sitz eroberte. Dies mit Wahlanteilen von 14,89 % respektive 14,50 %. Die Gewählten stossen zur Fraktion des Demokratischen Nidwalden.